# 2286 Фесенков
2286 Фесенков (2286 Fesenkov) — астероїд головного поясу, відкритий 14 липня 1977 року.
Тіссеранів параметр щодо Юпітера — 3,666.